# Plàkhino
Plàkhino (en rus: Плахино) és un poble del krai de Krasnoiarsk, a Rússia, segons el cens del 2010 tenia 205 habitants. Pertany al districte municipal d'Àban.